# 조내헌
조내헌(趙乃憲, 1886년 10월 21일 ~ 1932년 6월 9일)은 대한민국의 독립운동가이다. 본관은 김제(金堤), 호(號)는 야국(野菊)이다.

## 생애

### 일생
조선 전라도 김제에서 출생한 그는 1905년 대한제국 하급 관료에 천거되어 이후 1909년까지 전라북도 지방에서 군서기관 직책을 지냈고 관료 직위 퇴임을 하였다. 이후 1919년 6월에서 1919년 10월 사이 경성부에서 대한 독립 운동 관련 자금을 조달할 목적으로 안우선(安祐璿)·박행원(朴幸源)과 함께 중화민국 지폐를 제조하였다. 중화민국 지폐의 제조는 1919년 6월 하일청(河一淸)으로부터 비롯되었다. 하일청은 대한 임정과의 연락을 취하며, 독립자금 조달을 위해 이동휘(李東輝)의 부하였던 안우선·박행원 등과 안우선 집에서 인쇄기를 설치하고 중화민국 지폐를 만들어 임시정부에 밀송하고 있었다. 조내헌은 1919년 음력 6월경에 박행원으로부터 지폐 제조에 필요한 자금을 부탁받고, 1919년 음력 7월 20일에 경성부 청량리에서 300원을 건넸고, 1919년 음력 8월 초순에는 경기도 인천에서 이경양(李警陽)·하일청과 만나 위폐의 사용 방법에 관하여 협의하였다. 이렇게 이들과 위폐 제조를 하다가 1919년 10월 11일 체포되었다. 1920년 7월 3일 대구지방법원에서 1919년 제령 제7호·1905년 법률 제66호·출판법 위반으로 징역 1년 6월형을 받고 항소하였으나, 1920년 11월 11일 대구복심법원에서 기각되어 옥고를 치른 후 1922년 5월 11일을 기하여 출소하였다.
이후 1924년 2월 4일, 측근들을 통하여 대한 임정 의정원(大韓 臨政 議政院)에 전라북도 전주 주둔 일본군 헌병주재소 간부들을 비난하는 내용의 서찰(書札)을 전서(傳書)하였다가 끝내 전라북도 군산경찰서에 체포되었다가 곧 석방되었다.
이후 1925년 12월에서 1928년 12월까지 한국독립당 국가민족행정특보위원 직위를 역임하였다.

## 사후
대한민국 정부에서는 고인의 공훈을 기리고자 2008년 8월 15일에 건국훈장 애족장을 추서하였다.